# Воробьёв, Пётр (легкоатлет)
Пётр Воробьёв (род. 18 сентября 1958, Ташкент) — советский узбекский легкоатлет, специалист по бегу на короткие дистанции. Выступал на всесоюзном уровне в 1974—1986 годах, бронзовый призёр чемпионатов СССР и Спартакиады народов СССР, действующий рекордсмен Узбекистана на дистанциях 100 и 60 метров, а также в эстафете 4×100 метров. Тренер и спортивный судья.

## Биография
Пётр Воробьёв родился 18 сентября 1958 года в Ташкенте, Узбекская ССР. В детстве серьёзно занимался футболом, а в 12 лет перешёл в лёгкую атлетику — проходил подготовку под руководством заслуженного тренера республики Юрия Фёдоровича Колесникова. Представлял добровольное спортивное общество «Буревестник».
Дебютировал на всесоюзном уровне в сезоне 1974 года, когда в беге на 100 метров стал четвёртым на соревнованиях в Алма-Ате и превзошёл всех соперников на юношеском первенстве СССР в Днепропетровске. Попав в состав советской сборной, выступил в юношеской матчевой встрече со сборной ГДР в Котбусе, где финишировал первым в своей дисциплине.
В 1978 году на чемпионате СССР в Тбилиси в составе узбекской команды выиграл бронзовую медаль в зачёте эстафеты 4×100 метров. Также здесь впервые стал рекордсменом Узбекской ССР, показав на 100-метровой дистанции результат 10,56.
В 1980 году на чемпионате СССР в Донецке завоевал бронзовую награду в эстафете 4×200 метров.
В 1981 году в эстафете 4×100 метров стал бронзовым призёром на чемпионате СССР в Москве.
В феврале 1982 года на соревнованиях в помещении в Омске установил ныне действующий рекорд Узбекистана в беге на 60 метров — 6,4 (ручной хронометраж).
В 1983 году на VIII летней Спартакиаде народов СССР в Москве финишировал четвёртым в программе 100 метров, став бронзовым призёром разыгрывавшегося здесь всесоюзного чемпионата. В эстафете 4×100 метров не попал в число призёров, но установил до сих пор непревзойдённый рекорд Узбекистана — 39,81.
В июле 1985 года на всесоюзном старте в Ленинграде установил ныне действующий рекорд Узбекистана в беге на 100 метров — 10,31.
В 1986 году бежал 100 метров на чемпионате СССР в Киеве
По состоянию на 2020 год работал тренером в Узбекистане, принимал участие в соревнованиях по лёгкой атлетике в качестве судьи.